# Озиряный, Сергей Александрович
Сергей Александрович Озиряный (род. 29 марта 1956 года в Киеве) — украинский актёр театра и кино. Народный артист Украины (2004).

## Биография
Родился 29 марта 1956 года в городе Киеве в семье служащих.
Учился в Киевском институте театрального искусства им. Карпенко-Карого в классе народной артистки Украины Валентины Зимней.
В 1977 году после окончания вуза Озиряный получил приглашение в театр от главного режиссёра Киевского театра юного зрителя Николая Мерзликина. Вместе с опытными мастерами детского театра Сергей Озиряный делал свои первые шаги в искусстве и на протяжении 18 лет создал ряд образов. Среди его наставников были признанные мастера актёрского и режиссёрского дела: Николай Едлинский и Валерий Пацунов.
В 1995 году главный режиссёр Национального академического театра русской драмы имени Леси Украинки, народный артист Украины Михаил Резникович пригласил артиста в театральный коллектив.
Помимо театра Озиряный снимался в кино, в частности в фильмах «Весь мир в глазах твоих», «Трудно быть богом», «Опер Крюк», «Отчим» и «Последняя роль Риты».

## Фильмография
- 1977 — «Весь мир в глазах твоих» — «Кефир»
- 1989 — «Трудно быть богом» — Дон Пифа
- 1990 — «Имитатор»
- 1993 — «Европейский конвой» — управляющий
- 2006 — «Опер Крюк» — медэксперт
- 2006 — «Звёздные каникулы» — Инопланетный астронавт
- 2007 — «Отчим» — Евгений
- 2011 — «Дело было на Кубани» — отец Афанасий
- 2012 — «Белая гвардия» — поп
- 2012 — «Последняя роль Риты» — адвокат
- 2012 — «Синдром дракона» — архиепископ
- 2012—2013 — «Сваты-6» — преферансист
- 2013 — «Ловушка (телесериал)» — Анатолий
- 2019 — «Крепостная» — помещик Александр Дорошенко